# Flygfisken
För fisken, se Flygfiskar.
Flygfisken (Volans på latin, som är en förkortning av det ursprungliga Piscis Volans) är en liten stjärnbild på södra stjärnhimlen. Stjärnbilden är nu en av de 88 moderna stjärnbilderna som erkänns av den Internationella Astronomiska Unionen.

## Historik
Stjärnbilden fanns inte med bland de 48 konstellationerna som listades av den antike astronomen Ptolemaios i hans samlingsverk Almagest. Den beskrevs först av den nederländske astronomen Petrus Plancius i slutet av 1500-talet. Den förekommer första gången i en stjärnatlas som publicerades av Petrus Plancius och den flamländske kartografen Jodocus Hondius 1597. Första gången på bild förekommer den i Johann Bayers stjärnatlas Uranometria, som utkom 1603.

## Stjärnor
Flygfisken är en ganska diskret stjärnbild som saknar stjärnor med egennamn. Här är uppgifter om de ljusstarkaste stjärnorna i stjärnbilden. 
- β - Beta Volantis är en orange jätte som är ljusstarkast i stjärnbilden med magnitud 3,77.
- γ - Gamma Volantis är en dubbelstjärna med magnitud 3,78.
- ζ - Zeta Volantis är också en dubbelstjärna, som har magnitud 3,93.
- δ - Delta Volantis är en gulvit jätte med magnitud 3,97.
- α - Alfa Volantis är trots sin Bayer-beteckning endast den femte stjärnan i ljusstyrka med magnitud 4,00.
- ε - Epsilon Volantis är en trippelstjärna med magnitud 4,35.

## Djuprymdsobjekt

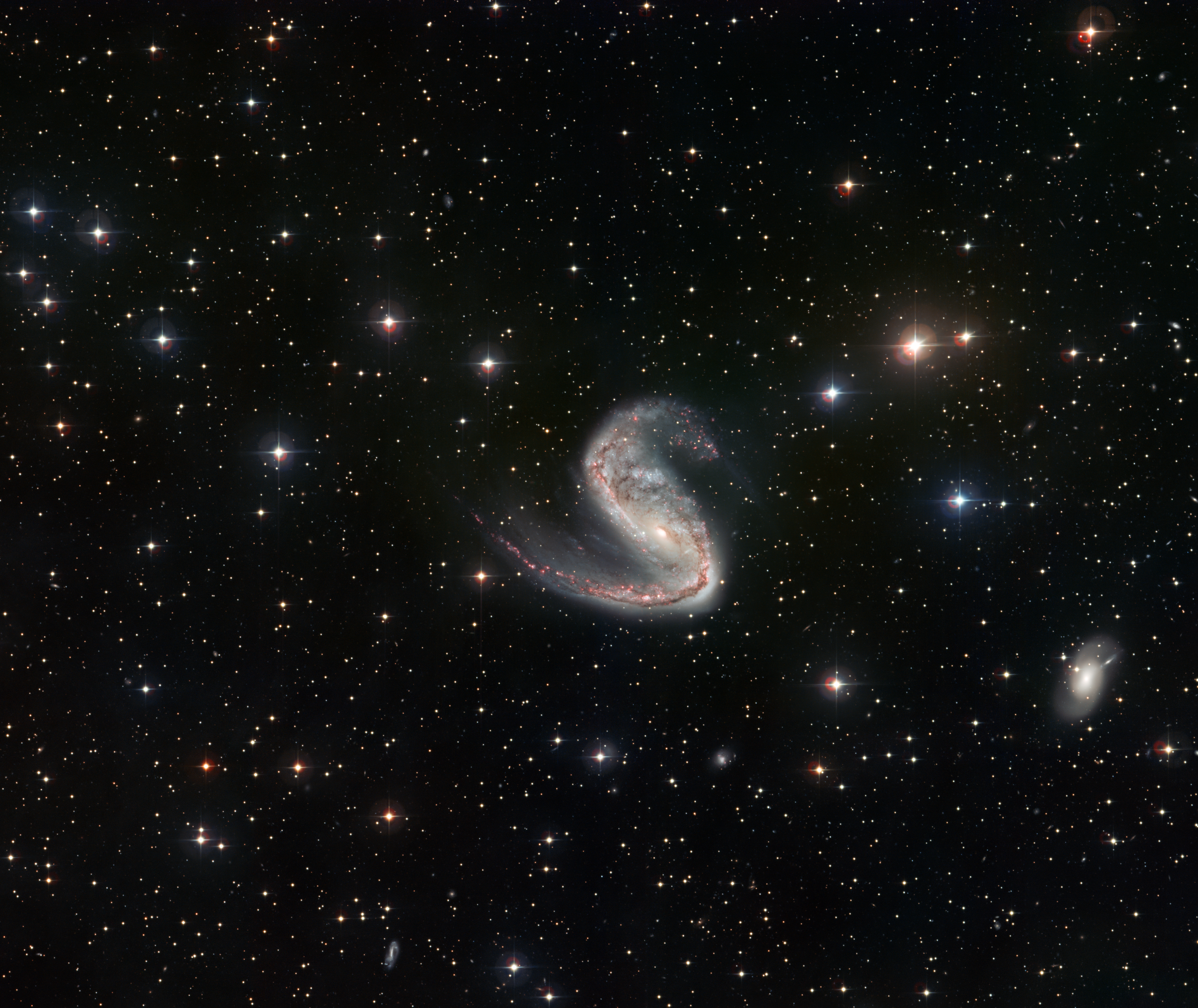
Spiralgalaxen NGC 2442 fotograferad av La Silla-observatoriet.

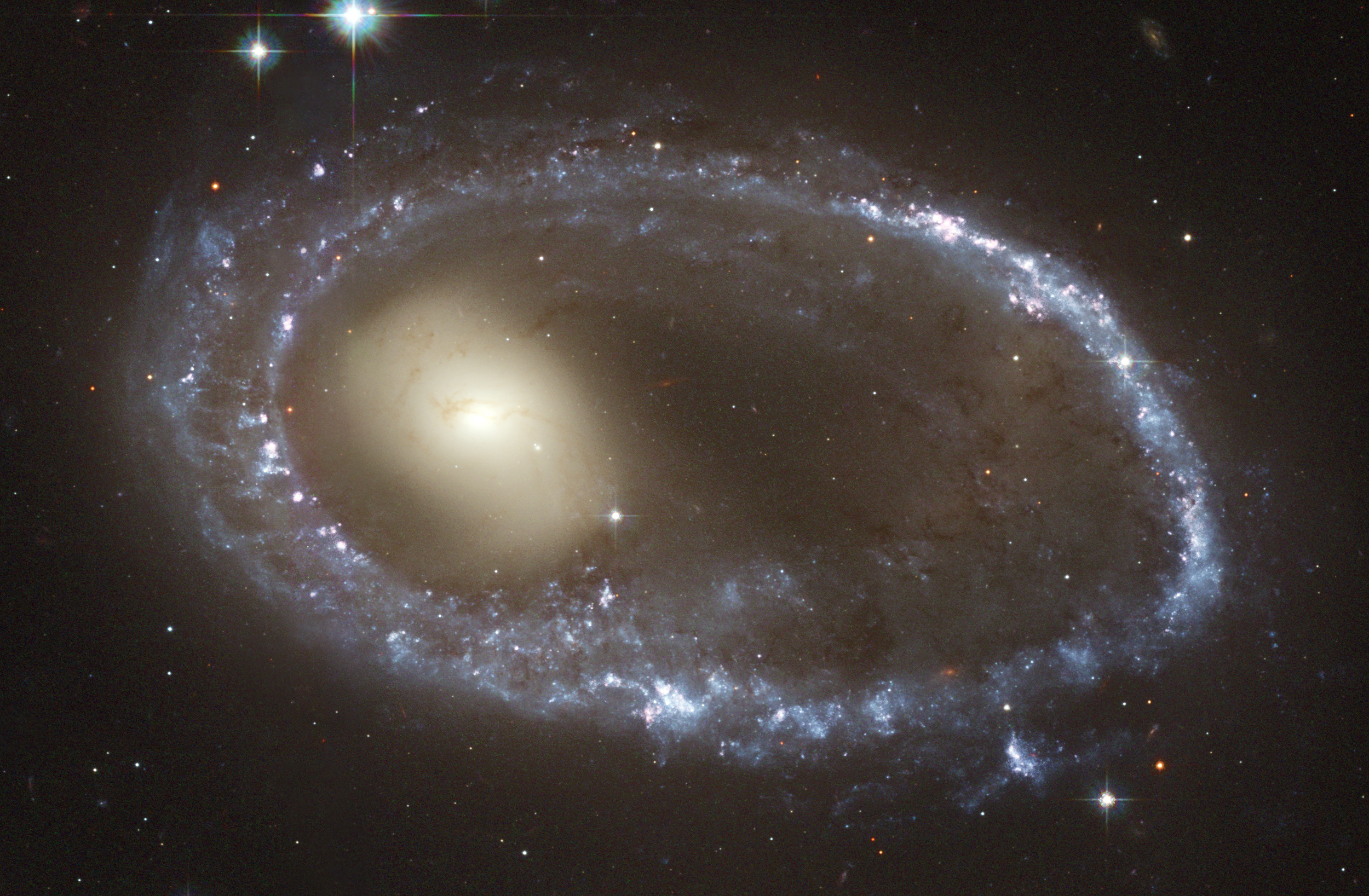
Galaxen Lindsay-Shapleyringen fotograferad av Hubbleteleskopet.

Det finns gott om intressanta objekt i Flygfisken. Här är några exempel.

### Galaxer
- NGC 2397 är en spiralgalax med en äldre kärna av röda och gula stjärnor och spiralarmar med nybildade stjärnor.
- NGC 2434 är en elliptisk galax av magnitud 11,26.
- NGC 2442 är en spiralgalax av magnitud 10,42 vars utdragna form tros bero på en gravitationspåverkan från en mindre galax i närheten.
- Lindsay-Shapleyringen (AM 0644-741) är en ringformig galax av magnitud 12,94 som befinner sig ungefär på 300 miljoner ljusårs avstånd.